# MTV ao Vivo: Eletrodoméstico
MTV ao Vivo: Eletrodoméstico é o segundo álbum ao vivo e primeiro em vídeo da artista musical brasileira Daniela Mercury. O seu lançamento ocorreu em 3 de abril de 2003, através das gravadoras BMG e Ariola. Produzido para a série de registros ao vivo promovida pela rede de televisão MTV Brasil, o álbum teve a a produção musical assinada pela própria intérprete juntamente a Nelson Motta. Sua gravação ocorreru entre os dias 24 e 25 de janeiro de 2003 na Concha Acústica do Teatro Castro Alves, em Salvador, Bahia, reunindo um público de aproximadamente doze mil pessoas. O show fez parte do projeto "Sua Nota É Um Show", do Governo do Estado. O repertório conta com sucessos do catálogo anterior de Mercury, além de algumas faixas inéditas e regravações de Caetano Veloso, Lenny Kravitz e Jorge Ben Jor. Participam como convidados especiais o cantor Carlinhos Brown, o rapper italiano Jovanotti, a cantora portuguesa Dulce Pontes, a cantora e atriz espanhola Rosario Flores e o grupo instrumental Olodum. 
MTV ao Vivo: Eletrodoméstico recebeu análises geralmente mistas da mídia especializada; ao passo em que alguns aprovaram sua produção e o viram como uma progressão artística para a intérprete, outros, criticaram, sobretudo, seu repertório. No Prêmio Brasil DVD, foi concedorado na categoria de "Melhor DVD Musical Nacional". Quanto às vendas, o vídeo recebeu certificação de ouro pela Pro-Música Brasil (PMB). Em Portugal, obteve a quarta colocação como melhor na tabela de DVDs e foi certificado como platina pela Associação Fonográfica Portuguesa (AFP). 
A promoção de MTV ao Vivo: Eletrodoméstico aconteceu de diversas formas, incluindo apresentações ao vivo em programas de televisão como Caldeirão do Huck e Domingão do Faustão, além da promoção limitada "0300 MTV ao Vivo Daniela Mercury", lançada pela Telemar. A cantora também saiu em turnê com o álbum, com datas no Brasil e exterior. Três singles foram lançados para também promover Eletrodoméstico: a canção "Dona da Banca" foi lançada como primeiro, enquanto "Meu Plano" foi o segundo single do disco, e "Pára de Chorar", esta gravada em estúdio e incluída apenas no CD, encerrou a divulgação do projeto.

## Antecedentes e lançamento
"Quando resolvi fazer algo com a MTV, sabia que não seria um acústico. Sou muito inquieta para isso. Quando conversei com a gravadora, expliquei que dava para fazer tudo eletro-acústico, com variações de acordo com cada música. Então, começou uma busca pelo nome do projeto. Eu e o Nelson não encontrávamos o ideal. Certo dia, quando O Rappa veio tocar em Salvador, Falcão me ligou e disse que tinha uma canção para mim, que ele havia escrito com Marcelo Yuka. O nome: 'Eletrodoméstico'. Que coisa maravilhosa. Liguei na mesma hora para Nelson: 'Já tenho o nome do especial'!, Daí marquei com Falcão e nos encontramos no Rio de Janeiro. Apresentei [a ele] um rap meu, que queria como algo incidental e fizemos a canção ["Eletro-doméstico"]. O projeto ficou maravilhoso. É um disco ao vivo cheio de novidades. Não sabemos exatamente o que fazer, mas estamos muito felizes com os resultados do trabalho".

Mercury sobre a elaboração de MTV ao Vivo: Eletrodoméstico.
Em 2001, Mercury lançou seu sexto álbum de estúdio, Sou de Qualquer Lugar. O disco possui uma sonoridade inspirada pela música pop e gêneros eletrônicos como o techno e dance, opostamente à seus discos anteriores, onde a maioria das canções alternavam a sonoridade entre o samba-reggae e o axé. A obra foi recebida friamente pela crítica especializada, que não apreciou a mudança sonora da cantora e a quantidade de gêneros diferentes no álbum, afirmando que Mercury soava "desnorteada". Comercialmente, o disco também não obteve grandes resultados quando comparado aos trabalhos anteriores da cantora, tendo sido certificado com ouro pela Pro-Música Brasil (PMB), após comercializar mais de cem mil réplicas no páis, sua menor venda até então. Apesar da recepção consideravelmente fraca, a regravação da música "Mutante" — originalmente gravada por Rita Lee em seu álbum Saúde (1981) — tornou-se um grande sucesso após ter sido incluída na trilha sonora da novela das sete da Rede Globo, Desejos de Mulher. Com intenção de continuar explorando outros estilos musicais, a cantora cogitou gravar um álbum composto por canções de Elis Regina, mas o projeto foi descartado. No lugar deste, surgiu a oportunidade de produzir um show para a série MTV ao Vivo, da MTV Brasil. O produtor Nelson Motta aceitou o convite para produzir o disco, pela amizade que mantinha com a cantora. A princípio, o projeto nasceu como um show da turnê de Sou de Qualquer Lugar, que seria gravado em Lisboa, em parceria com a MTV Portugal. No entanto, depois de várias mudanças, Mercury sugeriu gravar em Salvador, no ápice do verão baiano.
Depois de três meses de ensaios na Bahia, o show foi gravado nos dias 24 e 25 de janeiro de 2003 na Concha Acústica do Teatro Castro Alves, em Salvador, a partir das 19h, fazendo parte do projeto "Sua Nota É Um Show", do Governo do Estado da Bahia. Contou com uma estrutura de palco com um telão lembrando uma imensa TV ao fundo, trocas constantes de figurinos, e um piso branco cobrindo todo o espaço da Concha Acústica, além de cenários elaborados por Gringo Cardia, avaliados em R$ 130 mil. O concerto atraiu 12 mil pessoas nos dois dias de gravação. O show especial, gravado com uma tecnologia inédita em 96 canais, foi transmitido pela MTV pela primeira vez em 21 de março de 2003, enquanto o CD foi lançado em 3 de abril e o DVD em 25 de junho. A capa para o material, apresenta Mercury cantando em um vestido de couro desenhado por Glória Coelho. A jornalista americana Camille Paglia comentou que a "enfeitiçante" capa dava "um sabor da estonteante variedade de rodopios, das roupas de couro recortadas, jóias intrincadas e extravagantes braçadeiras gaúchas".

## Participações especiais
De acordo com Mercury, o critério para a escolha dos artistas participantes do projeto era de que fossem jovens, mais ou menos da mesma idade que ela, que estivessem fazendo alguma música atual de seus países e que fossem alegres, divertidos e bons de cena. A cantora procurava um artista italiano para o projeto. Ela queria mostrar para o Brasil artistas de países que a acolheram, segundo ela, "com muito amor", como a Itália, Espanha e Portugal. Sua opção foi o rapper italiano Lorenzo Cherubini Jovanotti, escolhido após Motta ter traduzido para o português uma canção dele, "L'Ombelico del Mondo", que foi gravada por Mercury como "Umbigo do Mundo" no álbum. Mas o que a aproximou foi o fato de o considera-lo divertido, polêmico e inteligente; "É uma pessoa comprometida com a Itália, ligado a ONGs. É uma pessoa que tem um texto muito forte". O músico também disse ter ficado muito satisfeito em ser convidado para participar do projeto.
Mercury disse não poder deixar de ter seu antigo colaborador, Carlinhos Brown, incluído no projeto, pois a cumplicidade e a identidade dos dois artistas de buscas e de trabalho se completam, e de acordo com ela, Brown "é o nosso menestrel, é um homem criativo". Dulce Pontes, uma cantora portuguesa, foi selecionada por Mercury, após um encontro no saguão de um hotel em que estavam hospedadas em Lisboa; ela estava lá para gravar um programa de televisão, e Pontes, para fazer um show. Trocaram contatos, e um mês depois foi feito o convite, aceito prontamente pela portuguesa; "A primeira grande participação, que eu convidei há algum tempo, foi Dulce Pontes. Essa mulher é uma referência para mim como intérprete. Não é só uma cantora que eu amo e que tenho todos os discos há muito tempo. Mesmo antes de ser conhecida em Portugal já era fã da Dulce, é uma honra enorme tê-la comigo", afirma Mercury. A cantora e atriz espanhola Rosario Flores também foi escolhida para estar dentro do projeto. Mercury descreveu-a como tendo uma música "que também é pop, mas com raízes ciganas e flamencas. Achei que nós tínhamos uma identidade em relação com outros países".

## Sinopse e composição
"Eletrodoméstico segue um pouco de Sou de Qualquer Lugar, tem uma pesquisa de timbres, mas a pós-produção no estúdio não é tão radical quanto Sou de Qualquer Lugar. O Eletrodoméstico volta a mesclar um pouco a sonoridade de discos anteriores".

Mercury sobre o som de MTV ao Vivo: Eletrodoméstico.
O show se inicia, Mercury surge ao fundo do palco, enquanto usa um figurino composto por uma blusa laranja e calça marrom, desenhados por Lara Gerin e Carol Gold, com vários anéis em seus dedos. Nele, interpreta "Eletro-doméstico", faixa inédita e título do álbum, que une funk, rap e samba em sua sonoridade. Suas letras, escritas por Marcelo Falcão e Marcelo Yuka, abrigam versos revoltosos que criticam às mazelas sociais do Brasil: "Eletro-doméstico/ eletro Brasil/ eletro selvagem/ futuro que ninguém viu/ Vem aí um baile movido a novas fontes de energia/ Chacina, política e mídia/ Bem perto da casa que eu vivia". A canção é sucedida por uma releitura eletrônica de "Mutante", contida em seu álbum anterior, Sou de Qualquer Lugar (2001). Também inédita, a terceira faixa, "Temporada das Flores", é um pop escrito por Leoni. Logo após, são interpretados "A Praieira" e "Nobre Vagabundo", ambas são partes dos discos Sou de Qualquer Lugar e Feijão com Arroz (1996), respectivamente. O próximo número é uma regravação de "Ive Brussel" (1979), composta e gravada pelo cantor Jorge Ben Jor em seu álbum Salve Simpatia (1979); a nova roupagem, funde ritmos brasileiros à batidas eletrônicas e ao hip-hop, além de conter versos inéditos em italiano proferidos por Jovanotti, que também participa da apresentação. As performances seguintes são obras contidas no catálogo anterior de Mercury, "Minas com Bahia", de Feijão com Arroz, e "Você Não Entende Nada", do álbum O Canto da Cidade (1992). O bloco é encerrado com a interpretação de "Dona da Banca", um samba com influências electro e funk, de autoria de Robson Pacífico e Aleh, originalmente gravado pela banda Eletrosamba em seu álbum homônimo de 2004.
Em seguida, Mercury reaparece no palco em um vestido preto de couro para realizar o bloco das canções de andamento lento do show; o ato se inicia com "Meu Plano", uma balada romântica e inédita, composta por Lenine e Dudu Falcão, interpretada num tom mais grave, sensual e intimista. No final da apresentação, balões brancos que estavam sendo segurados pelo público são estourados. Na sequência, a cantora dá voz a uma versão em bossa nova de "À Primeira Vista", parte de Feijão com Arroz, que é sucedida por "Baby"; originalmente interpretado por Gal Costa e Caetano Veloso e readaptada em estílo trip-hop. "Só pra Te Mostrar", de O Canto da Cidade, e o lançamento "To Remember", dão continuidade às baladas do disco. A última conta com a participação de Brown, um dos autores da canção, que surge no palco lendo um papel em sua mão, no qual representa a carta de amor cantada na música.
A próxima obra executada é "It Ain't Over 'Til It's Over", tema originalmente gravado pelo cantor estadunidense Lenny Kravitz em seu álbum Mama Said (1991), em um novo arranjo de samba-reggae, com participação do grupo Hip Hop Roots no palco. Outra regravação feita é de "Nossa Gente (Avisa Lá)", originária do grupo Olodum, em formato de rap, cujo refrão contém três vozes de Mercury sobrepostas em harmonia. A décima-sétima faixa é uma releitura de "Milagres do Povo", por Veloso. Aqui, é interpretada ao lado de Pontes, que aparece por trás de tapumes verdes sob um vestido rosa que, segundo Mercury, lembra "a própria Oxum". A cantora continua homenageando a cultura africana no Brasil, usando um cocar de ornamentos de prata caindo sobre seus olhos, característico de uma sacerdotisa do Candomblé, dividindo o palco com dançarinas afro-brasileiras, para executar um medley formado pelas canções "O Mais Belo dos Belos (A Verdade do Ilê)" e "Por Amor ao Ilê", presentes em O Canto da Cidade e Música de Rua (1994), respectivamente.
Seguidamente, inicia-se "Riqueza", versão em espanhol de "Tour", tema originalmente gravado e composto por Brown; realizado em dueto com Flores. O número orna elementos do flamenco, da espanhola, ao samba-reggae, da brasileira. Mercury dá seguimento ao show com "Ilê Pérola Negra (O Canto do Negro)", sucesso anterior do disco Sol da Liberdade (2000); durante a performance, ela divide o palco com apenas um dançarino. Para finalizar o bloco, é interpretado "Umbigo do Mundo", versão em português de "L'Ombelico del Mondo", por Jovanotti, em que o grupo Olodum participa. Musicalmente, a faixa integra rap, com elementos de world music, samba, reggae, capoeira e bossa nova. No último ato do show, a intérprete muda de figurino, agora vestindo um vestido vermelho, para cantar um compilado de números antigos, como "Swing da Cor", parte de seu álbum de estreia auto-intitulado, também com a participação de Olodum, além de "Rapunzel" (1996), de Feijão com Arroz. As apresentações de "Trio Metal", de seu primeiro disco ao vivo Elétrica (1998), e "O Canto da Cidade", do registro de mesmo nome (1992), encerram o concerto. Faixa bônus da edição física em CD e única feita em estúdio, "Pára de Chorar" contém uma batida de música house e uma letra reciclada por Motta a pedido de Mercury.

## Crítica profissional
| Críticas profissionais | Críticas profissionais |
| Avaliações da crítica  | Avaliações da crítica  |
| Fonte                  | Avaliação              |
| ---------------------- | ---------------------- |
| AllMusic               | [ 30 ]                 |
| Carnasite              | [ 24 ]                 |
| Diário do Grande ABC   | positiva               |
| DVD Magazine           | positiva               |
| Folha de S. Paulo      | [ 31 ]                 |
| Istoé Gente            | [ 5 ]                  |
| O Globo                | [ 27 ]                 |

MTV ao Vivo: Eletrodoméstico recebeu análises geralmente mistas da mídia especializada; ao passo em que alguns aprovaram sua produção e o viram como uma progressão artística para a intérprete, outros, criticaram, sobretudo, seu repertório. Érick Melo, do portal Carnasite, o premiou com quatro estrelas máximas, apreciando os novos compositores que ela aderiu a obra, bem como as "novas fusões rítmicas", que misturam "a música eletrônica internacional com as vibrantes percussões brasileiras", além de apontar "os belos duetos com artistas dos mais variados estilos musicais" como o fator que mais lhe atraiu atenção no álbum. Patrícia Vilani, do Diário do Grande ABC, avaliou que "o fato de ser ao vivo já dá muitos pontos à cantora, que é um verdadeiro furacão no palco. A coragem que não lhe falta para enfrentar um público de milhares de pessoas também sobra quando ela grava novos compositores, incorpora tendências e, principalmente, faz do CD ao vivo uma novidade — em vez de se limitar a rearranjos de antigos sucessos". Robson Candêo, do portal DVD Magazine, também positivou a obra, dizendo que era um produto que os fãs iriam adorar e o público em geral também. A jornalista estadunidense Camille Paglia, escrevendo para a revista Salon, recomendou "o projeto a todos os jovens artistas aspirantes ou a qualquer um que anseie ver as artes performaticas em plena magnitude", complementando que Eletrodoméstico "é uma maratona, uma performance altamente inflamável de 2003 para a MTV Brasileira na qual Daniela canta e dança incansavelmente ao longo de 25 músicas".
Dando três estrelas de cinco totais à Eletrodoméstico, Mauro Ferreira, da Istoé Gente, notou que Mercury "voltou a valorizar o baticum afro-brasileiro do samba-reggae" mas, agora, "não se limitou ao ritmo hipnótico da axé music. A cantora apostou na globalização de seu som e, para tal, recrutou estelar time de convidados internacionais". Completou dizendo que isso era "prova de que ela não precisa sair da Bahia para ser do mundo". Concedendo a mesma atribuição ao trabalho, Hugo Sukman, do jornal O Globo, o enalteceu por — "entre naturais bolas dentro e fora" — "transpirar o risco a que Mercury e Mota escolheram correr" ao desvia-se dos caminhos óbvios e confortáveis. Adicionando que, mesmo havendo erros nele e em Mercury, continuava valendo "por mil acertos de uma cantora acomodada". Tarik Lima, periodista do Jornal do Brasil, prezou a produção de Mota, escrevendo que ele "lapidou" e deu "uma banho de loja no repertório de Daniela, apimentando o axé de arena da estrela". "À Primeira Vista" foi tida por ele como um momento que a exibe em "uma face mais intimista (e técnica) que quase sempre é sufocada pela aeróbica opressora do samba-reggae e de seu derivados" e questionou se suas várias facetas apresentadas no decorrer do trabalho iriam projeta-la ao mundo como uma "Madonna tropicaliente".
Para o Correio Braziliense, Cláudio Ferreira sentiu que Eletrodoméstico representava mais uma coletânea do que um avanço na carreira da intérprete e que para "acompanhar o declínio da axé music, as composições do gênero escolhidas por ela se dividem em dois grupos; as que já estão muito batidas, como "Nossa Gente (Avisa Lá)", e as menos conhecidas e poucos atraentes". O autor complementa apontando que Mercury errava "muito ao não investir em novos autores" e por uma desnecessária tentativa de "demonstrar ecletismo cantando em inglês e espanhol". Pedro Alexandre Sanches, da Folha de S. Paulo, classificou o conjunto com duas de quatro estrelas. Apesar de reconhecer suas "canções novas e duetos com estrelas do pop hispano-americano", escreve que o trabalho peca pela "parte desgastada do repertório axé, a redundância dos MTV ao Vivo e a velha obsessão de Daniela de abraçar mil segmentos de público ao mesmo tempo". Cássio Starling Carlos, da mesma publicação, realizou uma resenha ainda mais negativa, dizendo que a "aeróbica Mercury corre, pula, junta-se a alguns convidados — para cantar Benjor em... italiano — e massacra clássicos. Disco 'pra cima', que reproduz 'a alegria e a espontaneidade', mas que não passa de um caça-níquel. Se você é um fã incondicional, pode verificar na sua coleção que lá há vários CDs iguaizinhos a esse".
No Prêmio Brasil DVD, o trabalho foi vitorioso na categoria de "Melhor DVD musical nacional". Eletrodoméstico foi também eleito o 16.° melhor álbum nacional de 2003 em uma pesquisa feita pela Folha de S. Paulo, com 256 votos dos leitores.

## Promoção
Para promover o projeto, um grande trabalho de divulgação foi feito. A promoção "0300 MTV ao Vivo Daniela Mercury" foi lançada pela Telemar em 1.° de maio de 2003. Em 16 estados brasileiros, exclusivamente através dos orelhões Telemar, esteve disponível um serviço de áudio com trechos das músicas "Dona da Banca", "Meu Plano" e "Pára de Chorar", e uma mensagem de Mercury promovendo o projeto. Além do conteúdo de áudio, também foram distribuídos em todos os estados de atuação da Telemar cartões com fotos da artista. A promoção durou até 31 de julho de 2003.
Em 14 de abril de 2003, a apresentadora Hebe Camargo recebeu Mercury em seu programa do SBT, no qual cantou o primeiro single do álbum, "Dona da Banca". Em 18 de abril, a artista apresentou um bloco do programa da Rede Record, É Show, apresentado por Adriane Galisteu, e também executou "Dona da Banca". No dia seguinte, ela também esteve no Programa Raul Gil, da mesma emissora, cantando a música anteriormente citada, além dos sucessos anteriores, "Nobre Vagabundo" e "Mutante". Ainda no dia 19 de abril, se apresentou no programa Altas Horas, da Rede Globo, com faixas do álbum. Em 24 de abril, a artista apresentou "Dona da Banca" no programa infantil Eliana na Fábrica Maluca, onde também cantou o sucesso anterior, "Mutante". Três dias depois, Mercury foi entrevistada por Daniela Cicarelli e falou sobre o álbum em seu programa Daniela no país da MTV.
No dia 3 do mês seguinte, o programa Clipmania, da Rede Bandeirantes, exibiu uma entrevista com a cantora, além de alguns de seus videoclipes antigos. No dia seguinte, ela apresentou-se no Domingão do Faustão com "Dona da Banca". Na mesma noite, Mercury foi entrevistada por João Dória Junior em seu programa Show Business. Dois dias depois, ela voltou a cantar "Dona da Banca" juntamente com "Mutante" e "Nobre Vagabundo" no game show Sobcontrole. Em 8 de maio, o programa da TV Cultura, Metrópolis exibiu uma entrevista com a musicista e trechos do DVD. Ela também apresentou-se no Caldeirão do Huck em 24 de maio. Em 20 de junho, três blocos do Programa do Jô foram inteiramente dedicados à artista, que foi entrevistada pelo apresentador Jô Soares e cantou "Dona da Banca". Em outubro, Mercury participou de vários programas de TV, incluindo Mais Você, Note e Anote e Boa Noite Brasil, onde cantou "Pára de Chorar".
Para continuar a promover o álbum, a brasileira começou a Turnê Eletrodoméstico nos dias 9 e 10 de maio de 2003, na casa de shows Tom Brasil em São Paulo. A digressão também passou pelas cidades de Belo Horizonte, Belém e Manaus antes de ir para a etapa internacional, sendo apresentada em países como Estados Unidos, Alemanha, Portugal, Itália e Israel. Mercury doou o cachê do show realizado em 11 de setembro de 2003 na Costa do Sauipe, distrito baiano, para o programa Criança Esperança da Rede Globo. A cantora disse que a doação era "a minha forma de respeitar os direitos humanos". Além das apresentações, o projeto foi promovido através de singles: "Dona da Banca" foi selecionada como o primeiro single e lançada em 18 de fevereiro de 2003, com o videoclipe sendo veiculado na MTV em 27 de março de 2003. Lançadas como o segundo e terceiro foco de promoção do projeto respectivamente, "Meu Plano" foi incluída na trilha sonora da novela das seis da Rede Globo, Agora É que São Elas, e "Pára de Chorar" fora também enviada às rádios e promovida pela cantora.

## Alinhamento de faixas
| MTV ao Vivo: Eletrodoméstico – Edição em CD |                                                                       | |         |  |
| N.º                                         | Título                                                                | Compositor(es)                                                                                     | Duração |  |
| 1.                                          | "Eletro-doméstico"                                                    | Marcelo Falcão · Marcelo Yuka                                                                      | 3:40    |  |
| 2.                                          | "Temporada das Flores"                                                | Leoni                                                                                              | 3:41    |  |
| 3.                                          | "Dona da Banca"                                                       | Robson Pacífico · Aleh                                                                             | 4:04    |  |
| 4.                                          | "Ive Brussel" (com participação de Jovanotti)                         | Jorge Ben Jor · Jovanotti (versão em italiano)                                                     | 4:39    |  |
| 5.                                          | "Baby"                                                                | Caetano Veloso                                                                                     | 4:35    |  |
| 6.                                          | "Meu Plano"                                                           | Lenine · Dudu Falcão                                                                               | 3:31    |  |
| 7.                                          | "À Primeira Vista"                                                    | Chico César                                                                                        | 3:47    |  |
| 8.                                          | "To Remember" (com participação de Carlinhos Brown)                   | Brown · Arnaldo Antunes                                                                            | 4:18    |  |
| 9.                                          | "Riqueza (Tour)" (com participação de Rosario Flores)                 | Brown · Angel Diez (versão em espanhol)                                                            | 4:32    |  |
| 10.                                         | "It Ain't Over 'Til It's Over"                                        | Lenny Kravitz                                                                                      | 3:23    |  |
| 11.                                         | "Milagre do Povo" (com participação de Dulce Pontes)                  | Veloso                                                                                             | 4:18    |  |
| 12.                                         | "Nossa Gente (Avisa Lá)"                                              | Roque Carvalho                                                                                     | 3:09    |  |
| 13.                                         | "Umbigo do Mundo (L'Ombelico del Mondo)" (com participação de Olodum) | Jovanotti · Michele Centonze · Saturnino Celani · Pier Foschi · Nelson Motta (versão em português) | 3:18    |  |
| 14.                                         | "Ilê Pérola Negra (O Canto do Negro)"                                 | Milton Souza De Jesus · Renê Veneno · Guiguio                                                      | 5:40    |  |
| 15.                                         | "Mutante"                                                             | Rita Lee · Roberto de Carvalho                                                                     | 3:52    |  |
| 16.                                         | "Nobre Vagabundo"                                                     | Márcio Mello                                                                                       | 4:26    |  |
| 17.                                         | "Só Pra Te Mostrar"                                                   | Herbert Vianna                                                                                     | 3:31    |  |

| MTV ao Vivo: Eletrodoméstico – Faixas bônus da edição em CD |                  |                                                  |         |  |
| N.º                                                         | Título           | Compositor(es)                                   | Duração |  |
| 18.                                                         | "Pára de Chorar" | Alexandre Peixe · Beto Garrido · Mercury · Motta | 4:18    |  |
| Duração total:                                              | Duração total:   | Duração total:                                   | 72:49   |  |

| MTV ao Vivo: Eletrodoméstico – Edição em DVD |                                                                       | |         |  |
| N.º                                          | Título                                                                | Compositor(es)                                                                                     | Duração |  |
| 1.                                           | "Eletro-doméstico"                                                    | Marcelo Falcão · Marcelo Yuka                                                                      | 5:19    |  |
| 2.                                           | "Mutante"                                                             | Rita Lee · Roberto de Carvalho                                                                     | 3:52    |  |
| 3.                                           | "Temporada das Flores"                                                | Leoni                                                                                              | 3:41    |  |
| 4.                                           | "A Praieira"                                                          | Chico Science                                                                                      | 3:48    |  |
| 5.                                           | "Nobre Vagabundo"                                                     | Márcio Mello                                                                                       | 4:26    |  |
| 6.                                           | "Ive Brussel" (com participação de Jovanotti)                         | Ben Jor · Jovanotti (versão em italiano)                                                           | 4:39    |  |
| 7.                                           | "Minas com Bahia"                                                     | Chico Amaral                                                                                       | 3:34    |  |
| 8.                                           | "Você Não Entende Nada"                                               | Caetano Veloso · Chico Buarque                                                                     | 4:16    |  |
| 9.                                           | "Dona da Banca"                                                       | Robson Pacífico · Aleh                                                                             | 4:04    |  |
| 10.                                          | "Meu Plano"                                                           | Lenine · Dudu Falcão                                                                               | 3:31    |  |
| 11.                                          | "À Primeira Vista"                                                    | Chico César                                                                                        | 3:47    |  |
| 12.                                          | "Baby"                                                                | Veloso                                                                                             | 4:35    |  |
| 13.                                          | "Só Pra Te Mostrar"                                                   | Herbert Vianna                                                                                     | 3:31    |  |
| 14.                                          | "To Remember" (com participação de Carlinhos Brown)                   | Carlinhos Brown · Arnaldo Antunes                                                                  | 4:18    |  |
| 15.                                          | "It Ain't Over 'Til It's Over"                                        | Lenny Kravitz                                                                                      | 3:23    |  |
| 16.                                          | "Nossa Gente (Avisa Lá)"                                              | Roque Carvalho                                                                                     | 3:09    |  |
| 17.                                          | "Milagre do Povo" (com participação de Dulce Pontes)                  | Veloso                                                                                             | 4:18    |  |
| 18.                                          | "O Mais Belo dos Belos (A Verdade do Ilê)/Por Amor ao Ilê"            | Guiguio · Adailton Poesia · Valter Farias                                                          | 6:21    |  |
| 19.                                          | "Riqueza (Tour)" (com participação de Rosario Flores)                 | Brown · Angel Diez (versão em espanhol)                                                            | 4:32    |  |
| 20.                                          | "Ilê Pérola Negra (O Canto do Negro)"                                 | Milton Souza De Jesus · Renê Veneno · Guiguio                                                      | 5:40    |  |
| 21.                                          | "Umbigo do Mundo (L'Ombelico del Mondo)" (com participação de Olodum) | Jovanotti · Michele Centonze · Saturnino Celani · Pier Foschi · Nelson Motta (versão em português) | 3:18    |  |
| 22.                                          | "Swing da Cor"                                                        | Luciano Gomes                                                                                      | 3:55    |  |
| 23.                                          | "Rapunzel"                                                            | Brown · Alain Tavares                                                                              | 3:48    |  |
| 24.                                          | "Trio Metal"                                                          | Alfredo Moura · Mercury · Renan Ribeiro · Marcelo Porciúncula                                      | 4:20    |  |
| 25.                                          | "O Canto da Cidade"                                                   | Mercury · Tote Gira                                                                                | 4:16    |  |
| Duração total:                               | Duração total:                                                        | Duração total:                                                                                     | 107:00  |  |

## Créditos e pessoal
Créditos adaptados do encarte para MTV ao Vivo: Eletrodoméstico.
| MTV - Pedro Ianhez: direção - Guilherme Conti: assistência de direção - Gisa Locatelli: produção executiva - Arci Reis: operador de câmera - Ari Reis: operador de câmera - Julio Calipo: operador de câmera - Norberto Aguillar: operador de câmera - Paulo Diesner: operador de câmera - Raul de Goes: operador de câmera - Rene Guariglia: operador de câmera - Rodrigo Menk: operador de câmera - Roger Carlo Mango: direção de making-of - Marcos Felix: coordenação de engenharia - Sandra Jimenez: diretora de internet e mobile - Jose Wilson Fonseca: diretor de marketing - Valter Pascotto: direção técnico - Anna Butler: diretora de relações artísticas - Zico Goes: direção de programação - Cris Lobo: direção de produção - Andre Mantovani: direção geral Músicos - Alexandre Vargas: guitarra, violão e guitarra portuguesa - Gerson Silva: guitarras e violões - Cesário Leony: baixo Fretless - Marcelo Brasil: bateria - Zito Moura: teclados - Mikael Mutti: teclados e programações - Daniella Penna: percussão - Peu Meurrahy: percussão - Rodson Daniel: percussão - Fabrício Scaldaferri: percussão - André Becker: saxofone, flauta e vocal - Joelma Silva: vocais de apoio - Gil Alves: vocais de apoio - Aninha Oliveira: vocais de apoio - Tita Alves: direção de vocais - Jack Endino: produção - Nelson Damascena: produtor executivo - Bruno Baptista: direção artística - Paula Melo: coordenação do projeto Páginas do Mar - Alexandre Sobral: gravação - San Issobe: técnico de gravação - Angelo Cazarin: técnico de gravação - Julio Cazarin: técnico de gravação - Felipe Barros: técnico de gravação - Rodrigo Issob: assistente - Rui Goreba: assistente - Lirinha: assistente - Augusto César: maquiagem - Canrobert Marques: cenografia - Sergio Trentini: cabelo - Viça Cernauskas: cabelo - Graco Som: som | BMG Brasil - Jack Endino: engenheiro de gravação - Paulo Peres: técnico auxiliar - Alexandre Tubita: técnico auxiliar - Lincoln Mendes: técnico auxiliar - Fernando Fortes: finalização - Cláudio Fujimori: finalização - Frederico Fonseca: produção do show - Lica Paludo: produção do show - Liliam Teixeira: assistente de produção - Renatos Santos: assistente de produção - Francisco Oliveira: assistente de produção - Anísio Lima: técnico de PA - Canrobert Marques: técnico de monitor - Sombra Jones: roadie - Sergio Trentini: roadie - Viça Cernauskas: roadie - Lauro Silva: segurança - Wagner Credendio: motorista - Juarez Modesto: motorista - Marcos Olívio: iluminação - Spock: assistente de iluminação - Golden Air Aerotaxi: locação de helicóptero - Marco Hoffer: assistente de estúdio e Pro Tools - Gutemberg Pereira: arranjos - Tude e Artur: arranjos - Alexandre Sobral: mixagem - Carlos Freitas: masterização - Toni Vanzolini: projeto gráfico - Gualter Pupo: projeto gráfico - Cristiano Calvet: projeto gráfico - Marcelo Rossi: fotógrafo - Claudia Kopke: figurino CareWare - CareWare Multimidia Ltda.: finalização e autoração - Cláudio Grozinski Jr.: produção executiva - Daniela Macedo: coordenação - Kátia Kamimura: design - Nico Steppat: programação - Sven Orberg: controle de qualidade - Felipe Schneider: controle de qualidade - Eden Oshima: controle de qualidade - Pércio dos Santos: supervisão de autoração |

## Desempenho comercial
Comercialmente, MTV ao Vivo: Eletrodoméstico obteve um êxito comercial moderado em comparação aos álbuns lançados anteriormente por Mercury. Sua edição em vídeo recebeu certificação de ouro pela Pro-Música Brasil (PMB), representando vendas de 100 mil unidades no território. Já em Portugal, chegou até a quarta colocação da tabela de DVDs do país. Mais tarde, foi certificado como platina pela Associação Fonográfica Portuguesa (AFP) devido à distribuição de 20 mil réplicas.
| País — Tabela musical (2004)                 | Posição de pico |
| -------------------------------------------- | --------------- |
| Portugal (Associação Fonográfica Portuguesa) | 4               |

| Região                                                                                             | Certificação | Unidades/Vendas |
| -------------------------------------------------------------------------------------------------- | ------------ | --------------- |
| Brasil (Pro-Música Brasil)                                                                         | Ouro         | 100 000*        |
| Portugal (AFP)                                                                                     | Platina      | 20 000^         |
| *números de vendas baseados somente na certificação ^distribuições baseadas apenas na certificação |              |                 |

## Histórico de lançamento
| País           | Data                | Formato          | Gravadora    | Ref.   |
| -------------- | ------------------- | ---------------- | ------------ | ------ |
| Brasil         | 3 de abril de 2003  | CD               | BMG · Ariola | [ 50 ] |
| Brasil         | 25 de junho de 2003 | DVD              | BMG · Ariola | [ 16 ] |
| Estados Unidos | 22 de abril de 2003 | Download digital | BMG · Ariola | [ 53 ] |
| Portugal       | 22 de abril de 2003 | Download digital | BMG · Ariola | [ 54 ] |
| Alemanha       | 16 de maio de 2003  | CD               | BMG · Ariola | [ 55 ] |
| Espanha        | 16 de maio de 2003  | CD               | BMG · Ariola | [ 56 ] |
| Reino Unido    | 16 de maio de 2003  | CD               | BMG · Ariola | [ 57 ] |
| França         | 17 de junho de 2003 | CD               | BMG · Ariola | [ 58 ] |
| México         | 17 de junho de 2003 | CD               | BMG · Ariola | [ 59 ] |
| Itália         | 9 de julho de 2003  | CD               | BMG · Ariola | [ 60 ] |